# 안데르송 지 올리베이라 다 시우바
안데르송 지 올리베이라 다 시우바(포르투갈어: Anderson de Oliveira da Silva, 1998년 7월 16일 ~ )는 줄여서 안데르송 올리베이라(포르투갈어: Anderson Oliveira)이라고 불리는 브라질의 축구 선수로 포지션은 왼쪽 윙어, 오른쪽 윙어, 공격형 미드필더이며 현재 K리그1 FC 서울 소속이며 K리그 등록명은 안데르손이다.